# Rivière Trois Saumons Est
Pour les articles homonymes, voir Saumon (homonymie) et Rivière au Saumon.
La rivière Trois Saumons Est est un affluent de la rive est de la rivière Trois Saumons laquelle coule jusqu'à la rive sud du fleuve Saint-Laurent où elle se déverse au sud-ouest du village de Saint-Jean-Port-Joli et au nord-est du village de L'Islet-sur-Mer. 
La rivière Trois Saumons Est coule dans les municipalités de Saint-Damase-de-L'Islet et de Saint-Aubert, dans la municipalité régionale de comté (MRC) de L'Islet, dans la région administrative de Chaudière-Appalaches, au Québec, au Canada.

## Géographie
La rivière Trois Saumons Est prend sa source sur le versant est de la montagne désignée "Le Pain de Sucre" laquelle surplombe la partie est du lac Trois Saumons (longueur : 5,5 km ; altitude : 434 m), situé dans la municipalité de Saint-Aubert. Cette source s'alimentant de ruisseau de montagne est située à 3,2 km à l'est du lac Trois Saumons, à 13,4 km au sud-est de la rive sud du fleuve Saint-Laurent, à 5,9 km au sud du centre du village de Saint-Damase-de-L'Islet.
À partir de sa source, la rivière Trois  Saumons Est coule sur 18,2 km, répartis selon les segments suivants :
- 3,0 km vers l'est en formant une boucle prononcée vers le sud-est, jusqu'à une route passant dans le lieu-dit "Pellerin" ;
- 8,6 km vers le nord en passant à l'ouest de la "Montagne de l'Ours", puis en courbant vers l'ouest, jusqu'au pont de la route 204 qui traverse à cet endroit le village de Saint-Damase-de-L'Islet ;
- 2,2 km vers le sud-ouest, en longeant le côté sud de la route 204, jusqu'à la limite entre Saint-Damase-de-L'Islet et Saint-Aubert ;
- 3,5 km vers le sud-ouest, jusqu'à la route Bélanger ;
- 0,9 km vers le sud-ouest, jusqu'à sa confluence.

La rivière Trois Saumons Est se jette sur la rive est de la rivière Trois Saumons, à l'ouest de la route 204. Cette confluence est située à 1,7 km au sud-est du centre du village de Saint-Aubert et à 7,1 km au sud-est du centre du village de Saint-Jean-Port-Joli.

## Toponymie
Le toponyme Rivière Trois Saumons Est a été officialisé le 5 décembre 1968 à la Commission de toponymie du Québec.